# Contratto a progetto
Il contratto a progetto o contratto di collaborazione a progetto (abbreviato co.co.pro.) è stato un tipo di contratto di lavoro parasubordinato vigente nella legislazione del diritto del lavoro italiana.
Introdotto nel 2003 dalla legge Biagi, affiancò il previgente contratto di collaborazione coordinata e continuativa (co.co.co.) introdotto dal pacchetto Treu del 1997; venendo poi abrogato nel 2015 dal Jobs Act, emanato durante governo Renzi, con l'eccezione di tre situazioni specifiche.

## Storia
L'impianto giuridico che ha introdotto la collaborazione a progetto nasce nel 2003, come parziale superamento della collaborazione coordinata e continuativa (che permane tuttora), della quale era una specifica tipologia. Per questo non si può parlare, a rigori, di sostituzione della co.co.co con la co.co.pro, ma semmai di spin-off della seconda dalla prima forma di lavoro parasubordinato.
Sulla base delle deleghe, è stato poi emanato il D.Lgs. n. 276 del 10 settembre 2003, in G.U. 235 del 9 ottobre 2003, la cui pubblicazione nella versione finale avvenne nella Gazzetta Ufficiale della Repubblica Italiana n. 251 del 28 ottobre successivo.
La materia è stata più volte modificata nel corso degli anni; a parte l'aumento dei contributi a partire dal 2012, successivamente alle novità introdotte dalla riforma delle pensioni Fornero che, tra le altre cose, introdusse anche il contratto co.co.pro. con partita IVA. L'anno seguente il decreto legge 8 giugno 2013, n. 76 – convertito con modificazioni nella legge 9 agosto 2013, n. 99 – ha proseguito l'opera di aggiornamento. In estrema sintesi il decreto ha precisato i limiti di utilizzo di contratti co.co.pro. al fine di evitare abusi.
Con l'entrata in vigore di alcuni decreti previsti dal Jobs Act del governo Renzi, dal giugno 2015 non fu più possibile stipulare nuovi contratti a progetto, mentre dal 1º gennaio 2016 sono stati obbligatoriamente trasformati quelli in vigore in quanto tale forma di lavoro è stata abolita definitivamente. In realtà, il testo unico dei contratti di lavoro permette, in pochissimi e ben identificati casi, di intraprendere ancora collaborazioni a progetto. Ha proseguito riformata, invece, la collaborazione coordinata e continuativa (contratti co.co.co).

## Descrizione

### Caratteristiche e contenuto
Il contratto di lavoro a progetto nasce come specifica tipologia di collaborazione coordinata e continuativa, da cui è derivato. Questo passaggio lo si coglie nella definizione contenuta nella legge che ha istituito questa nuova forma di lavoro, laddove si apprende che "il contratto di lavoro a progetto è una forma di collaborazione coordinata e continuativa svolta in modo prevalentemente personale e senza vincolo di subordinazione per la realizzazione di uno o più progetti specifici determinati dal committente". Anche questa fattispecie appartiene alla tipologia del lavoro parasubordinato.
La fattispecie legale è prevista sub art. 61 e seguenti del D.Lgs. citato, e prevede una forma peculiare di lavoro autonomo (es. contratto con l'idraulico per la sostituzione del rubinetto di casa) la cui normativa si ritrova negli artt. 2222-2228 del codice civile italiano. Progressivamente, rispetto alla situazione di totale deregulation del contratto di collaborazione coordinata e continuativa, sono state introdotte tutele in favore del collaboratore parasubordinato. In particolare, in relazione al lavoro dipendente:
- In caso di malattia e infortunio, la durata del contratto non viene prorogata, ma si estingue alla scadenza già stabilita. Il committente può comunque recedere dal contratto se la sospensione si protrae per un periodo superiore a un sesto della durata del rapporto di lavoro ovvero superiore a trenta giorni per i contratti di durata determinabile. Viene fatta salva una diversa previsione del contratto individuale (art. 66, secondo comma).
- È stata prevista l'espressa sanzione della conversione a tempo indeterminato se il giudice accerta la mancanza del progetto e dei requisiti di autonomia lavorativa propri della fattispecie legale (art. 69), fatta salva la situazione dei contratti di collaborazione in essere presso enti della pubblica amministrazione italiana, i quali in nessun caso possono essere convertiti in contratti a tempo indeterminato attraverso un provvedimento del giudice del lavoro.

Dal punto di vista contributivo i versamenti confluiscono nella gestione separata Inps e, a parte i tenutari di partita iva, tutti gli altri lavoratori ricevono il cedolino paga. Infatti, i co.co.pro. versavano, parzialmente tramite i datori di lavoro, contributi (che consistono all'incirca nei 2/3 della ordinaria contribuzione INPS, di cui 1/3 a carico del lavoratore e 2/3 a carico del datore di lavoro) a una sezione speciale dell'INPS denominata "gestione separata", ed erano anche protetti con l'assicurazione antinfortunistica (quest'ultima totalmente a carico del datore di lavoro). Per ricevere un premio dell'assicurazione o una indennità di malattia era necessario che il lavoratore chiedesse alcuni giorni di sospensione del rapporto di lavoro.
In caso di maternità nell'ambito del lavoro a progetto, se da una parte è espressamente prevista la facoltà (non l'obbligo) per la lavoratrice in stato di gravidanza di astenersi dal lavoro durante 5 mesi prima e dopo il parto, godendo della sospensione del contratto e del mantenimento del posto di lavoro, la brevità del contratto potrebbe spingere la lavoratrice a scegliere di celare la gravidanza o comunque di non abbandonare il posto di lavoro finché le è materialmente possibile. Va inoltre ricordato che l'indennità di maternità delle lavoratrici a progetto ammonta all'80% del salario complessivamente ricevuto nei 365 giorni precedenti all'inizio del periodo di maternità, a condizione che la lavoratrice abbia versato contributi per almeno tre mesi nell'anno precedente. Ciò rende più difficile la condizione di quelle lavoratrici che svolgono lavori a progetto solo per alcuni periodi dell'anno. Sempre con riguardo alla maternità, va ricordato che i lavoratori a progetto godono di tutele quali l'astensione facoltativa dal lavoro (per un massimo di tre mesi e fino al primo anno di vita del bambino), e non godono invece di congedi parentali, i permessi per malattia del minore, ecc.; è così possibile che la nascita di un figlio possa anche comportare la cessazione o la riduzione dell'impegno lavorativo.
Una "clausola di preavviso" (art. 67, c. 2) di solito è inserita nei contratti a progetto e autorizza il lavoratore a recedere dal contratto con uno o più mesi di preavviso. I giorni di assenza non sono retribuiti, come del resto avviene anche per gli altri lavori autonomi, cui è equiparato il contratto a progetto. Anche in caso di impossibilità a svolgere il servizio, dovuta a cause indipendenti dal lavoratore (come, per esempio, improvvisa chiusura del luogo di lavoro, cause di forza maggiore, ecc.), il lavoratore a progetto, pur essendo a disposizione, non percepisce, di norma, alcun tipo di retribuzione. Specularmente, con il raggiungimento degli obiettivi pattuiti, vi è l'obbligo per l'azienda di pagare i corrispettivi concordati a prescindere dall'impegno prestato.
Una delle novità introdotte è l'introduzione nel contratto di lavoro del progetto quale elemento costitutivo dello stesso; in base all'articolo 61 del decreto legislativo 276/2003 i contratti di lavoro devono essere ricondotti ad uno o più progetti specifici o a programmi di lavoro oppure a fasi di un programma di lavoro che deve essere gestito autonomamente dal lavoratore a progetto in funzione del risultato. Inoltre il contratto deve prevedere l'indicazione della durata che deve essere determinata o determinabile. In sostanza il legislatore obbliga le parti a definire un'attività produttiva ben identificabile funzionalmente collegata alla realizzazione di un risultato finale che può essere connessa all'attività principale oppure riguardare un'attività accessoria dell'impresa committente.
Per programma di lavoro invece si intende un'attività cui non è direttamente riconducibile un risultato finale e che si caratterizza quindi per la produzione di un risultato destinato ad essere integrato da altre lavorazioni.
In sostanza il progetto e il programma di lavoro hanno lo scopo di definire e delimitare lo spazio tempo all'interno del quale deve svolgersi la collaborazione evitando in tal modo che il lavoratore sia sottoposto al potere del committente di modificare tempi e modalità di realizzazione dell'opera senza il consenso del collaboratore.
Per quel che riguarda i requisiti di forma del rapporto a progetto, questo, in base all'articolo 62 del decreto legislativo 276/03 doveva essere stipulato, ai fini della prova, in forma scritta e oltre a contenere l'indicazione della durata che come detto deve essere determinata o determinabile e l'indicazione del progetto o programma, deve contenere l'indicazione del corrispettivo e dei criteri per la sua determinazione nonché i tempi e le modalità di pagamento e la disciplina dei rimborsi spese, le eventuali misure per la tutela e la sicurezza del collaboratore a progetto, e le forme di coordinamento del lavoratore a progetto con il committente sulla esecuzione, anche temporale della prestazione lavorativa, che in ogni caso non possono essere tali da pregiudicarne l'autonomia nell'esecuzione dell'obbligazione lavorativa.
In sostanza possiamo considerare quali elementi caratterizzanti del rapporto di lavoro a progetto:
- il progetto o programma o fasi di esso;
- l'autonomia del collaboratore in funzione del risultato;
- il coordinamento con il committente;
- la durata che deve essere determinata o determinabile;
- l'irrilevanza del tempo impiegato per l'esecuzione della prestazione;
- l'assenza di un vincolo di subordinazione.

Infine, la tipologia contrattuale, come precisato dalla circolare del Ministero per la semplificazione e la Pubblica Amministrazione del 15 luglio 2004, non riguarda i rapporti di lavoro con la pubblica amministrazione italiana. La circolare analizza le principali caratteristiche del rapporto co.co.co. nella P.A., che non è soggetto alle nuove disposizioni della riforma ex D.Lgs. 276/2003 in materia di contratto a progetto, e definisce i presupposti e i limiti alla stipula dei contratti, insieme alla corretta gestione degli adempimenti fiscali e previdenziali relativi.

### Profili di criticità
I contratti a progetto sono frutto di una trattativa fra datore di lavoro e lavoratori, che non sempre hanno lo stesso potere contrattuale. La mancanza di un contratto nazionale quadro può determinare a volte condizioni di precariato a sfavore del lavoratore, altre volte invece possibilità di retribuzioni molto alte, solitamente più difficili da concordare altrimenti, in questo caso invece possibili visti i minori rischi per l'impresa.
Diversamente dai contratti per il lavoro dipendente, il sindacato non è presente alla trattativa, anche se con la modifica all'art.63 del decreto legislativo n.276 del 2003, viene introdotto un salario minimo garantito, facendo riferimento ai minimi stabiliti dai CCNL per ciascun settore, anche solo per analogia con mansioni simili, quando il contratto a progetto sia per prestazioni di lavoro non direttamente disciplinate in CCNL di settore. Va inoltre ricordato che, salvo eventuali accordi diversi fra le parti, il lavoratore a progetto non gode di alcun diritto sindacale all'interno dell'azienda.
Vi sono tuttavia accordi economici e normativi siglati dalle parti sociali che tentano di normare la materia (esempio CCNL, CNAI, CISAL).
Nella prassi, vista anche la precedente esperienza delle collaborazioni coordinate, si evidenziano alcune problematiche:
- Il compenso deve essere esclusivamente legato, in tutto o in parte, al raggiungimento degli obiettivi, e non al monte ore speso nel rapporto di lavoro. Esso quindi si avvicina più al modello del compenso proprio del prestatore d'opera, che allo stipendio dovuto al lavoratore per lo svolgimento della sua attività; in questo senso può non essere corrisposto laddove l'obiettivo non risulti raggiunto.
- La riconducibilità del modello legale al rapporto di lavoro autonomo implica la possibilità delle parti di determinare liberamente la periodicità della corresponsione del compenso. Il contratto a progetto, infatti, contiene un compenso lordo comprensivo di tasse, contributi INPS e assicurazione, e la modalità di erogazione non è necessariamente mensile, ma lasciata alla libera determinazione delle parti. Il compenso può riguardare anche un anno di lavoro e può essere erogato in una singola tranche, a conclusione del rapporto di lavoro. Non vengono corrisposte, pertanto, mensilità ulteriori come la cosiddetta tredicesima, ovvero il trattamento di fine rapporto; ogni forma di compenso viene inclusa nell'unica somma complessiva concordata fra le parti al momento della stipula del contratto.
- Il contratto a progetto non prevede l'esclusività del rapporto di lavoro fra datore e lavoratore, salvo diverse previsioni contrattuali. È facile che il lavoratore possa avere in corso più contratti contemporaneamente per datori diversi; oltre alla clausola di esclusività, però, spesso nei contratti a progetto è presente il vincolo di riservatezza che impedisce al lavoratore finanche di poter divulgare liberamente i contenuti del rapporto contrattuale in essere e del lavoro svolto.
- Il contratto a progetto, come noto, secondo le regole del rapporto di lavoro autonomo, può essere rinnovato infinite volte (Circ. 1/2004, Min. lav. Maroni), con lo stesso collaboratore può essere stipulato un nuovo contratto a progetto o rinnovare contratti già stipulati in presenza di progetti/programmi/fasi simili ai precedenti: i nuovi progetti o rinnovi non devono essere stipulati per eludere la legge sul lavoro subordinato ed evitare gli oneri di altre forme contrattuali (a tempo determinato o indeterminato).
- In caso di fallimento del committente, i lavoratori con contratto a progetto non hanno accesso al fondo nazionale di garanzia con il quale vengono pagati fino a tre mesi di stipendi (lordi) arretrati e la liquidazione ai dipendenti.
- A seguito di alcune sentenze della Corte suprema di cassazione del 2021 e del 2022[11], in caso di omissione contributiva da parte del committente (soggetto obbligato per legge al versamento dei contributi previdenziali per conto del prestatore), emerge la non applicabilità della c.d. automaticità delle prestazioni (ex art. 2116, c.1, c.c.) ai contratti di collaborazione, inclusi i co.co.pro. Sebbene al lavoratore al quale è negata la prestazione non sia attribuibile colpa diretta per il mancato versamento, l'Ente previdenziale risulterebbe, secondo la Corte, non obbligato all'erogazione delle prestazioni previdenziali, compresa la rispettiva quota di pensione.
- Insieme alla collaborazione a partita iva è una delle classiche forme di impiego più utilizzate nell'ambito del Body Rental e più in generale nell'esternalizzazione (in questo caso, però, la somministrazione attraverso le agenzie del lavoro o l'appalto ad altre imprese, cooperative in primis, sono le metodologie più utilizzate);
- Compensi mascherati da rimborso spese per eludere le tasse (ma questa è una pratica diffusa anche per il lavoro subordinato), note spesa fasulle redatte dai prestatori per evitare contestazioni alla committente.
- Aziende che non hanno nessun know-how che si presentano come società di servizi.
- Aziende che operano con diversi ragioni sociali che riconducono sempre alle stesse persone e operano sempre nella stessa sede operativa.

Queste peculiarità negative (per il collaboratore) devono però essere analizzate alla luce di un altro fatto oggettivo: il contratto co.co.co prima, quello co.co.pro adesso, hanno permesso a molti giovani e non solo di avere un posto di lavoro, oppure di non essere pagati in nero. D'altra parte, la situazione è tale che la collaborazione co.co.pro viene progressivamente sostituita attraverso un contratto come lavoratore autonomo oppure il "girare" il lavoratore a una cooperativa di servizi, cioè a condizioni ben peggiori.